# Eustatius I Grenier
Eustatius Grenier (overl, 15 juni 1123) was heer van Sidon, heer van Caesarea en gouverneur-regent van Jeruzalem.
Eustatius werd geboren in het kasteel Beaurain, nabij Terwaan in Noord-Frankrijk (toen graafschap Vlaanderen). Hij ging met zijn landheer Hugo II van Saint-Pol in het contingent van Godfried van Bouillon op Eerste Kruistocht.
Tijdens de kruistocht is er niets verder bekend, mogelijk omdat hij niet tot de edelen behoorden. Hij had wel zijn aandeel in de Slag bij Ramla in 1105, en was aanwezig tijdens het Beleg van Tripoli in 1109. Daar was hij een van de bemiddelaars, gestuurd door Boudewijn I van Jeruzalem om in het dispuut tussen Willem II van Cerdagne en Bertrand van Toulouse te onderhandelen. Op 19 december 1111 verkreeg hij de stad Sidon in beheer van Boudewijn I, die het met de hulp van Sigurd I van Noorwegen, kort daarvoor had veroverd. Eusatius was al jaren daarvoor beleend met de stad Caesarea (circa 1101) op een onbekende datum, snel daarna huwde hij met Emelota of Emma, een dochter van patriarch Arnulf van Chocques en werd daarna ook nog enige tijd beleend met de plaats Jericho, dat voorgaande kerkelijk eigendom was. Hij nam ook deel aan het Beleg van Shaizar, dat niet werd ingenomen, en ook Tyrus. Tijdens het Beleg van Tyrus had hij de leiding over de belegeringstorens.
In 1120 was hij present bij het Concili van Nablus, wat geleid werd door Boudewijn II van Jeruzalem, daar werden de wetten van het koninkrijk beschreven. Toen Boudewijn II gevangen werd genomen in 1123, tijdens een grenscontrole in het graafschap Edessa, werd Eustatius verkozen tot gouverneur-regent van het koninkrijk Jeruzalem in afwezigheid van Boudewijn II. Als regent wist Eustatius een Egyptische invasie tegen te gaan bij de Slag bij Yibna op 29 mei 1123. Hij overleed niet veel later op 15 juni 1123, hij werd begraven in de abdij van Sint Maria Latina in Jeruzalem. Willem I van Bures volgde hem op als gouverneur-regent.
Met Emelota had hij twee zonen:
- Gerard Grenier, heer van Sidon
- Walter Grenier, heer van Caesarea